# فريدريك أمير الدنمارك بالوراثة
فريدريك، أمير الدنمارك الوراثي (بالدنماركية: Arveprins Frederik) (11 أكتوبر 1753 - 7 ديسمبر 1805) هو نجل فريدريك الخامس ملك الدنمارك وزوجته الثانية يوليانا ماريا من براونشفايغ-فولفنبوتل.، بين عام 1772 حتى 1784 أصبح الوصي على شقيقه الأكبر المختل عقلياً كريستيان السابع ملك الدنمارك بجانب والدته يوليانا ماريا والسياسي  أوفه هويغ-غولدبرغ؛ ومن 1784 أوكلت الوصاية إلى أبن شقيقه في المستقبل فريدريك السادس ملك الدنمارك، وهو والد الملك كريستيان الثامن.